# William Johnston (Politiker)

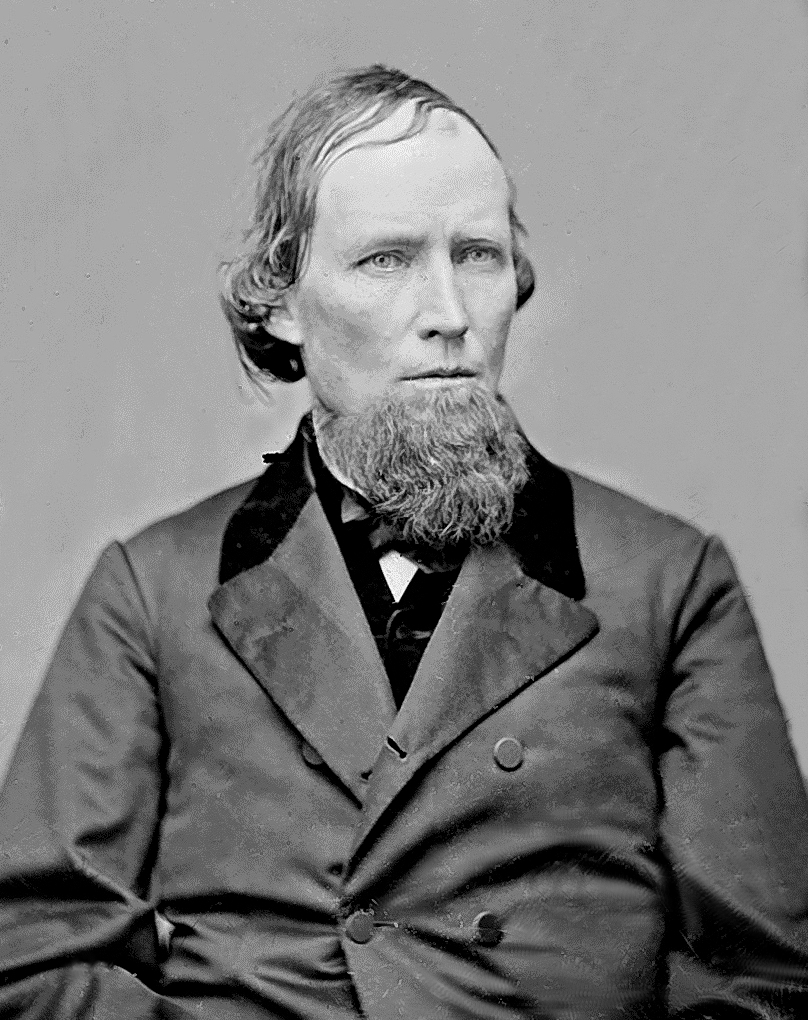
William Johnston

William Johnston (* 1819 in Irland; † 1. Mai 1866 in Mansfield, Ohio) war ein US-amerikanischer Politiker. Zwischen 1863 und 1865 vertrat er den Bundesstaat Ohio im US-Repräsentantenhaus.

## Werdegang
Noch in seiner Jugend kam William Johnston aus seiner irischen Heimat nach Ohio, wo er die öffentlichen Schulen besuchte. Nach einem anschließenden Jurastudium und seiner Zulassung als Rechtsanwalt arbeitete er zwischen 1859 und 1863 in Mansfield in seinem neuen Beruf. Politisch schloss er sich der Demokratischen Partei an.
Bei den Kongresswahlen des Jahres 1862 wurde Johnston im achten Wahlbezirk von Ohio in das US-Repräsentantenhaus in Washington, D.C. gewählt, wo er am 4. März 1863 die Nachfolge von Samuel Shellabarger antrat. Da er im Jahr 1864 nicht bestätigt wurde, konnte er bis zum 3. März 1865 nur eine Legislaturperiode im Kongress während des Bürgerkrieges absolvieren. Nach seiner Zeit im US-Repräsentantenhaus praktizierte Johnston wieder als Anwalt. Er starb am 1. Mai 1866 in Mansfield, wo er auch beigesetzt wurde.